# Distrikt Taraco
Der Distrikt Taraco liegt in der Provinz Huancané in der Region Puno in Südost-Peru. Der Distrikt besitzt eine Fläche von 193 km². Beim Zensus 2017 wurden 13.631 Einwohner gezählt. Im Jahr 1993 betrug die Einwohnerzahl 15.817, im Jahr 2007 14.657. Sitz der Distriktverwaltung ist die 3819 m hoch gelegene Ortschaft Taraco mit 1862 Einwohnern (Stand 2017). Taraco befindet sich 25 km westsüdwestlich der Provinzhauptstadt Huancané.

## Geographische Lage
Der Distrikt Taraco befindet sich im Andenhochland am Westufer des Titicacasees im Südwesten der Provinz Huancané. Der Río Ramis durchquert den Nordosten des Distrikts, verläuft anschließend entlang der nördlichen Distriktgrenze nach Osten und mündet schließlich wenige Kilometer weiter nordöstlich in den Titicacasee.
Der Distrikt Taraco grenzt im Süden an den Distrikt Pusi, im Westen und im Nordwesten an den Distrikt Samán (Provinz Azángaro) sowie im Nordosten an den Distrikt Huancané.

## Ortschaften
Neben dem Hauptort gibt es folgende größere Ortschaften im Distrikt:
- Anta - Sacasco (509 Einwohner)
- Catallia (313 Einwohner)
- Chillopata (261 Einwohner)
- Huayrapata (238 Einwohner)
- II Sector (225 Einwohner)
- Jachacani (240 Einwohner)
- Pamchomacha (230 Einwohner)
- Puquis Primer Sector (252 Einwohner)
- Sacasco II Sector (509 Einwohner)
- Saqueta Sacasco (427 Einwohner)
- Sorajan (252 Einwohner)
- Suagachi (325 Einwohner)
- Yamura Sacasco (362 Einwohner)
- Yuntamury (264 Einwohner)
- Zona Lago (230 Einwohner)